# Gare internationale de Canfranc
La gare internationale de Canfranc est une gare ferroviaire frontalière des lignes de Pau à Canfranc (côté frontière française) et de Saragosse à Canfranc (côté frontière espagnole), située dans les Pyrénées, sur le territoire de la commune espagnole de Canfranc, dans la province de Huesca en communauté autonome d'Aragon.
Cette gare aux dimensions monumentales — aussi grande que la gare parisienne de Saint-Lazare — par rapport à la modeste localité desservie, située à près de 1 200 mètres d'altitude, est mise en service en 1928 mais ne connaîtra jamais le trafic escompté. Depuis 1970 et l'interruption du trafic côté français, la gare n'est plus qu'un terminus de la ligne espagnole. Le bâtiment principal qui n'est plus utilisé comme gare est longtemps laissé à l'abandon avant de connaître une rénovation dans les années 2000 et 2020 en vue d'une transformation en hôtel et avec la réouverture espérée de la ligne côté français.

## Situation ferroviaire
La gare internationale de Canfranc est située au point kilométrique (PK) 308,449 de la ligne de Pau à Canfranc (frontière) (réseau français), partiellement hors service, à écartement normal, et au PK 24,666 de Jaca en suivant la ligne de Saragosse à Canfranc (réseau espagnol), à écartement large de 1668 mm.
Elle est établie à 1 195 mètres d'altitude.

## Histoire et contexte
Au XIXe siècle, lors de la naissance et du développement des liaisons ferroviaires, il est estimé que la chaîne des Pyrénées est trop difficile à franchir : les lignes passent donc à ses extrémités, à l'ouest (Hendaye-Irun) comme à l'est (Perpignan-Barcelone). Cependant, dès 1865, le Service spécial d'études du chemin de fer pyrénéen est chargé de se pencher sur la création d'une nouvelle ligne qui traverserait les Pyrénées. Après plusieurs débats, le choix de faire passer la ligne par le col du Somport est arrêté.
La convention franco-espagnole du 18 août 1904, relative aux chemins de fer transpyrénéens, avait fixé l'emplacement d'une gare internationale côté français aux Forges d'Abel, dans la vallée d'Aspe ; c'est finalement sur le versant espagnol qu'est construite la monumentale gare internationale de Canfranc. 

### Octobre 1922 - juillet 1928: construction de la gare

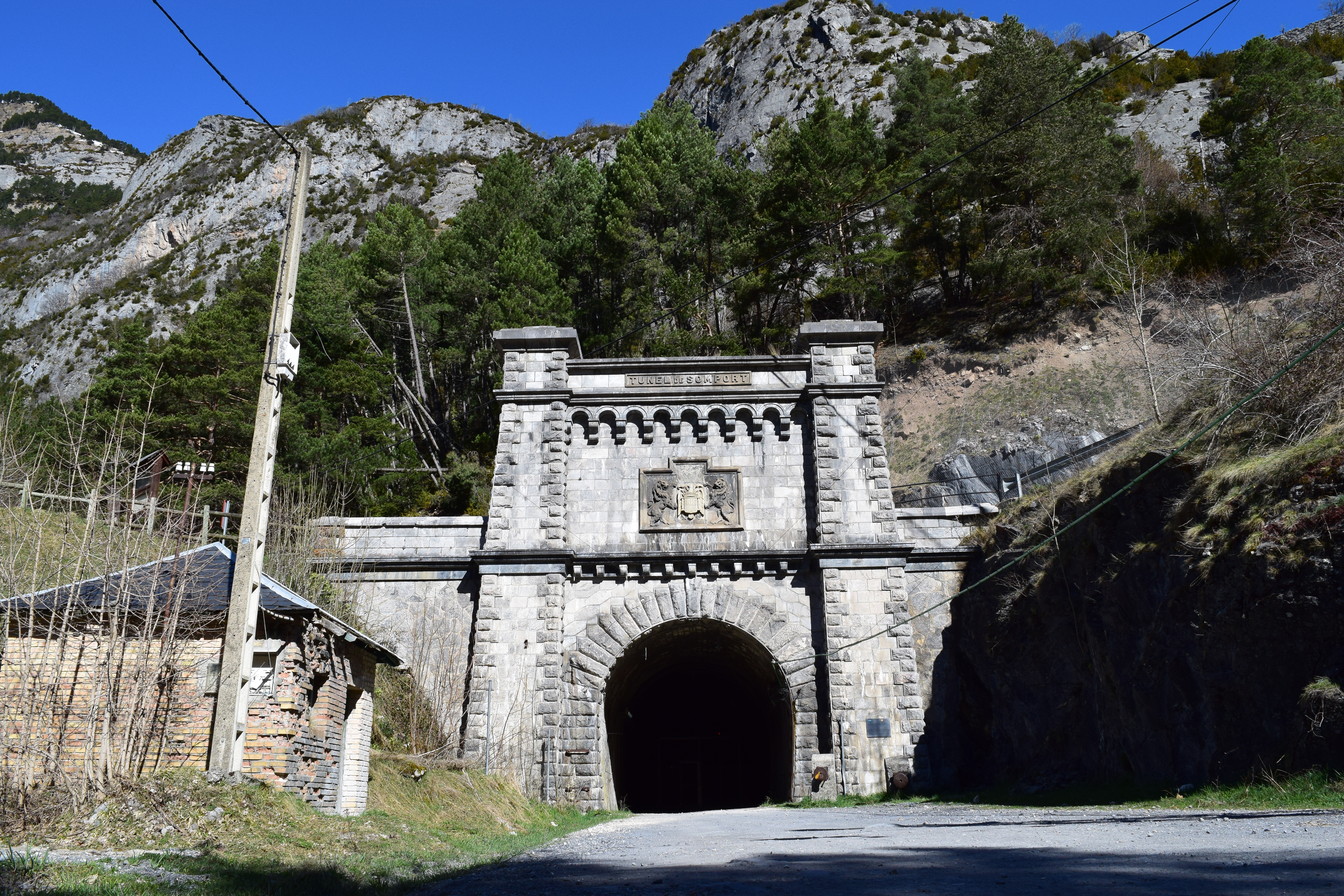
Entrée du tunnel ferroviaire du Somport côté espagnol en 2015.

Si les travaux de construction du tunnel du Somport sont achevés en 1915 (tunnel de 7 875 m de long), c'est en octobre 1922 que commencent les travaux de construction de la gare, douze ans après les débuts des travaux de terrassement de l'emplacement, sur les plans de l'ingénieur Fernando Ramírez de Dampierre,. Les ingénieurs du ministère espagnol de l'Équipement imposent des modifications, par exemple concernant les matériaux des façades. Côté français, la jonction Oloron - Bedous ouvre en 1914 et côté espagnol, la ligne Saragosse - Canfranc est inaugurée en 1922.
Mise en service le 11 juillet 1928, la gare est inaugurée le 18 juillet par le président Gaston Doumergue et le roi Alphonse XIII.
Le bâtiment est d'une taille comparable à celui de la gare de Paris-Saint-Lazare. Pour sa construction, il a été nécessaire de réaliser un travail d'ingénierie important à travers les zones forestières, du fait des avalanches et glissements de terrain constants sur les pentes. Ceci s'est traduit par la réhabilitation de l'hydrologie de ces zones forestières, ce qui est considéré comme l'un des meilleurs exemples connus de restauration hydrologique en forêt. En stabilisant le terrain par la plantation d'arbres, l'opération a permis la construction du chemin de fer qui relie les deux côtés des Pyrénées.[réf. nécessaire]

### Juillet 1928 - mars 1970: durant la période de desserte ferroviaire internationale
Le fonctionnement de cette gare, de statut international, est régi par une convention franco-espagnole de 1928. Malgré l'intégration de l'Espagne à l'Union européenne, et la suppression du trafic ferroviaire entre la France et l'Espagne par le tunnel du Somport, celle-ci est toujours en vigueur.
L'exploitation de la ligne est cependant une déception malgré sa modernité (électrification complète et transbordement de marchandises automatisé). Il faut en effet une longue journée pour effectuer les 310 km séparant Pau de Saragosse. La longueur du trajet s'explique par le changement de train obligatoire en gare de Canfranc, en raison de l'écartement différent des rails entre l'Espagne (1,6 m) et la France (1,435 m, norme de l'Union internationale des chemins de fer). Les formalités douanières sont aussi en cause.
En septembre 1931, un incendie occasionne d'importants dégâts. S'étant déclaré dans le hall, il se propage à la bibliothèque, détruisant en totalité le restaurant et affectant la charpente en bois. Si la cause est initialement identifiée comme un court-circuit, l'on parle ensuite d'un incendie spontané.
La guerre civile espagnole, en 1936, provoque la fermeture de la frontière franco-espagnole. Les Franquistes prennent le contrôle de la gare le 20 juillet 1936. Le trafic reprend puis est interrompu en août, le tunnel est muré en novembre,.
Le trafic reprend en mars 1940, et de nombreux échanges de marchandises transitent par la gare jusqu'en 1944, notamment entre l'Espagne, le Portugal et la Suisse, pays non engagés dans le conflit,. Des convois de minerais de fer et de tungstène quittent l'Espagne vers l'Allemagne nazie, et de l'or transite en compensation dans le sens inverse,. Il s'agit probablement de la seule période d'activité intense de l'histoire de la ligne. 
Des centaines de Juifs et de Résistants utilisent cette voie pour fuir la France, aidés par le chef des douanes de Canfranc, Albert Le Lay. Après l'invasion de la zone libre en novembre 1942, des soldats allemands occupèrent la partie française de la gare, alors que la ligne y menant est utilisée par de nombreuses personnes quittant la France mais est aussi sabotée par des résistants,.
À la Libération française, le tunnel est à nouveau muré par les autorités espagnoles, pour éviter l'arrivée de combattants anti-franquistes. 
Le trafic reprend en 1948, mais le franchissement de la frontière est alors compliqué. Le trafic voyageurs est caractérisé par des trains de pèlerinage et celui de marchandises par l'exportation d'agrumes vers la France.
À son apogée, le trafic voyageurs international ne dépasse pas la cinquantaine de voyageurs par jour pour un trafic fret limité[réf. nécessaire].

### 27 mars 1970: accident du pont de l'Estanguet et fermeture de la section Oloron - Canfranc
Le 27 mars 1970, le déraillement d'un train de marchandises français parti en dérive entraîne la destruction du pont de l'Estanguet à proximité de la gare de Lescun - Cette-Eygun. Ce pont n'est pas reconstruit. Le trafic ferroviaire côté français est dès lors limité à Bedous avant l'abandon de la desserte de la section Oloron - Bedous. En effet, le déficit d'exploitation de la ligne, victime de la concurrence du transport de marchandises par camion, a raison du caractère provisoire de la suspension de la ligne initialement décidée par la SNCF, celle-ci devenant finalement définitive.
Les navettes routières en provenance de la France se pérennisent et sont intégrées aux dessertes par car du réseau TER Nouvelle-Aquitaine.
La gare est donc désormais un simple terminus espagnol, le trafic ayant été arrêté du côté français. La gare n'accueille en 2020 que vingt voyageurs par jour, sur un petit autorail qui effectue seulement deux allers-retours quotidiens. À l'inverse de la France, l'Espagne continue en effet de respecter la convention de 1928, qui interdit à chacun des pays d'interrompre son trafic sans l'aval de l'autre. Cela dit, le côté espagnol comporte moins d'ouvrages d'art à entretenir.

#### Galerie photographique: la gare et ses emprises, inchangées, après fermeture côté français

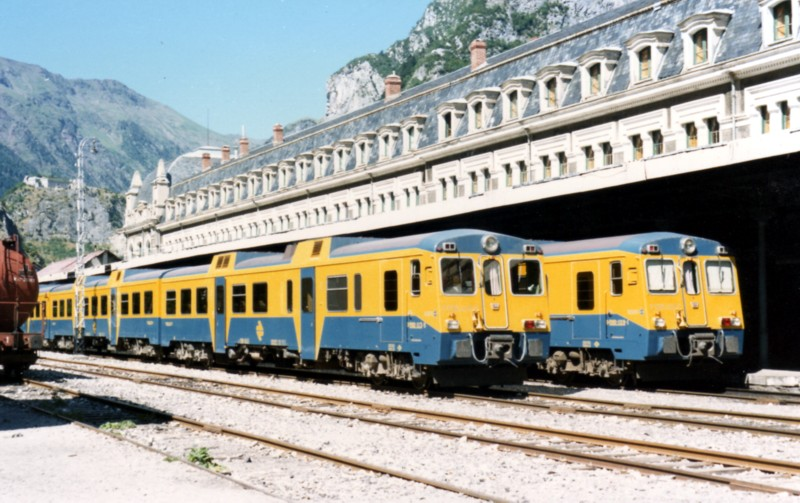
Renfe 592-113 et 129 en gare de Canfranc, côté espagnol.
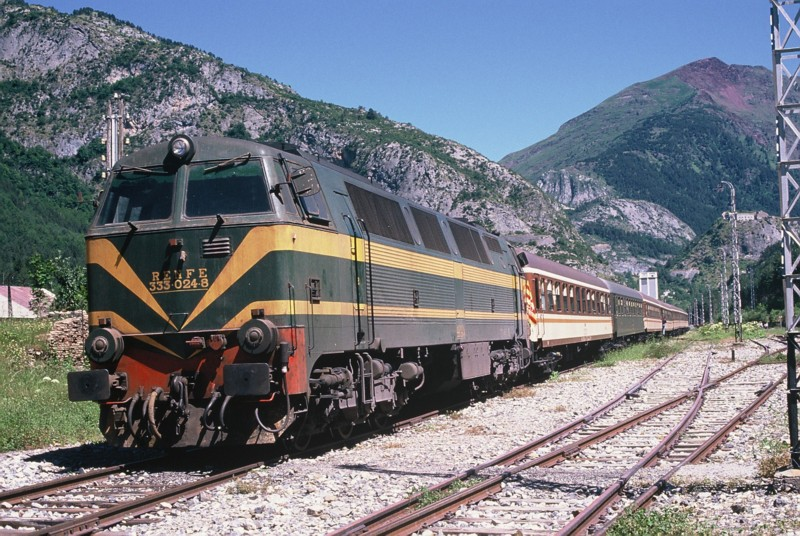
La 333-024 en gare de Canfranc le 17 juillet 1988 en direction du Tunnel ferroviaire du Somport à l'occasion de la commémoration des 60 ans de l'inauguration de la ligne et de la manifestation pour sa réouverture côté français.
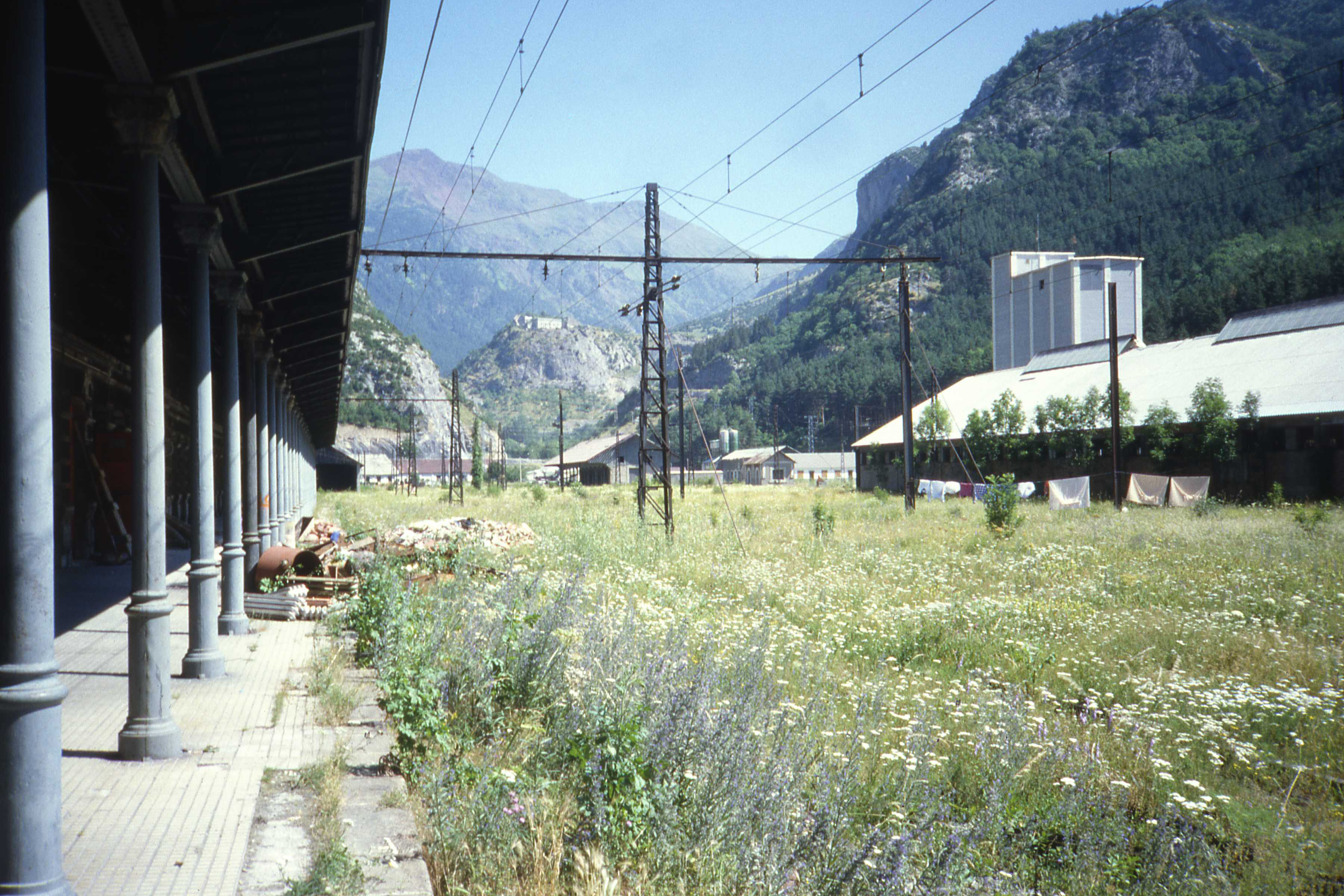
Le quai et les voies françaises de la gare de Canfranc en 1990.
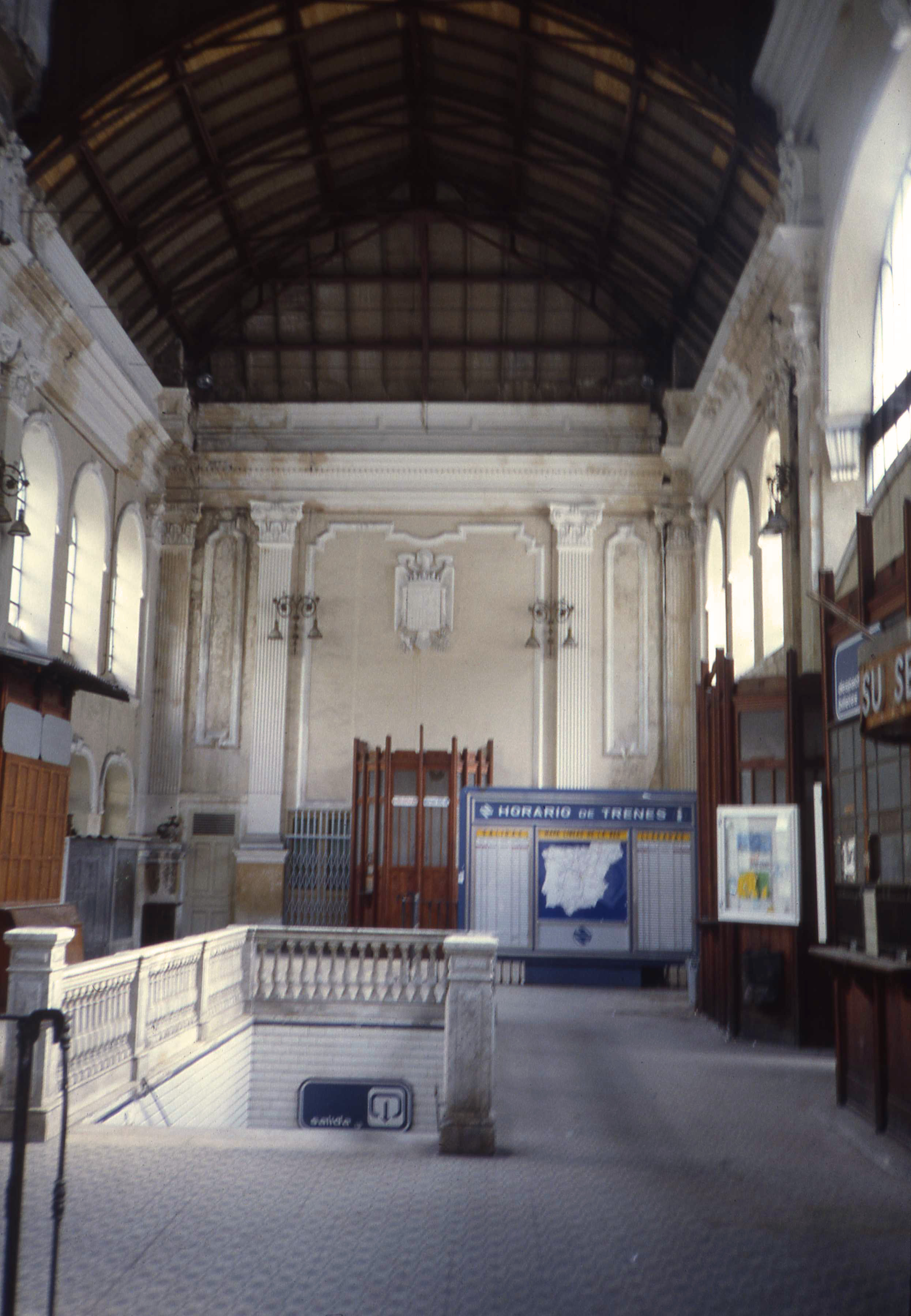
Hall de la gare de Canfranc en 1990.
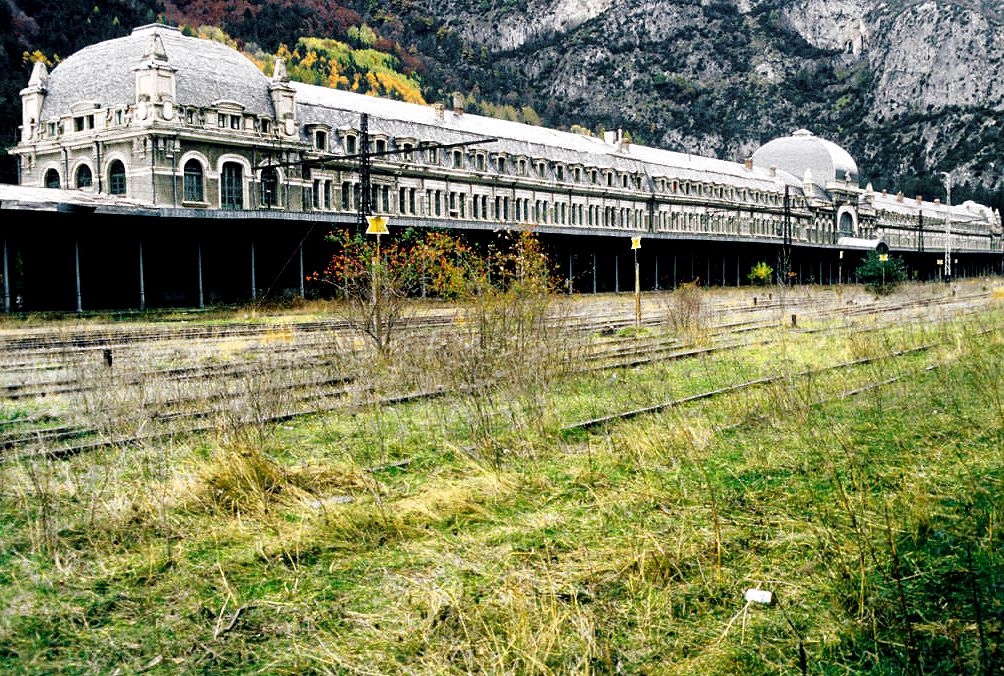
Le quai et les voies françaises de la gare de Canfranc en octobre 1993.
Voies et quais de la gare de Canfranc, côté français en septembre 1994.
Voies et quais de la gare de Canfranc, côté français en septembre 1994.
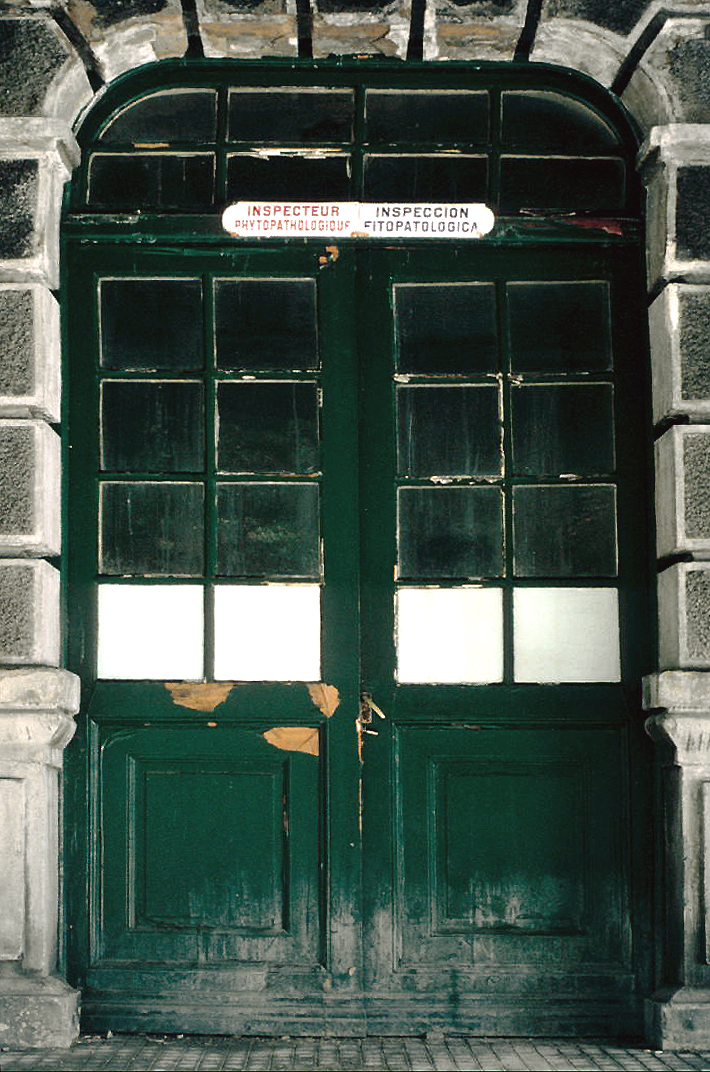
L'une des innombrables portes du bâtiment voyageur de la gare de Canfranc, en octobre 1994.
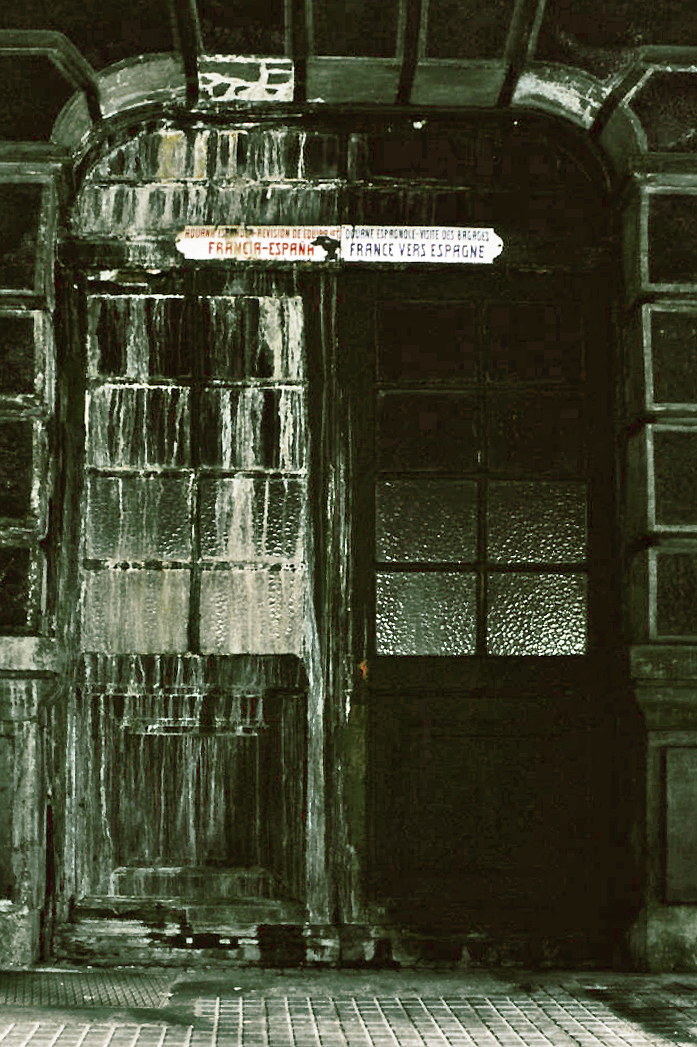
Indication de direction des douanes françaises et espagnoles, octobre 1994.
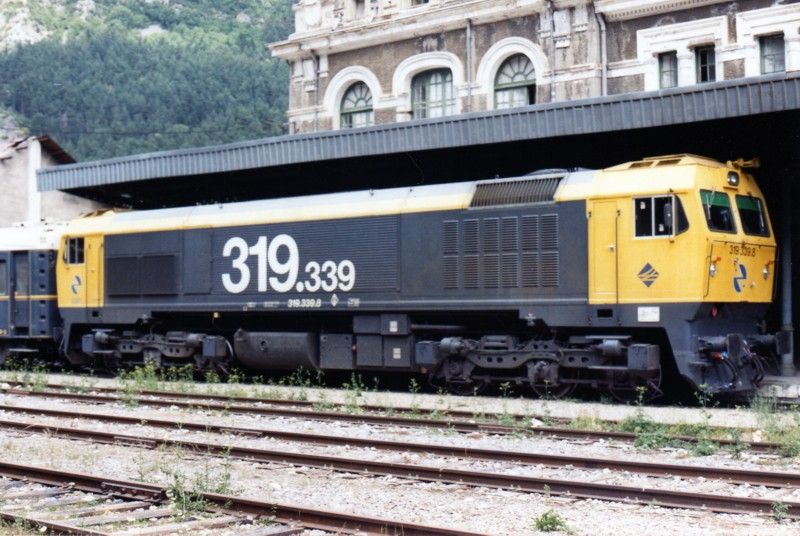
La 319-339 en gare de Canfranc, côté espagnol (juillet 1998).
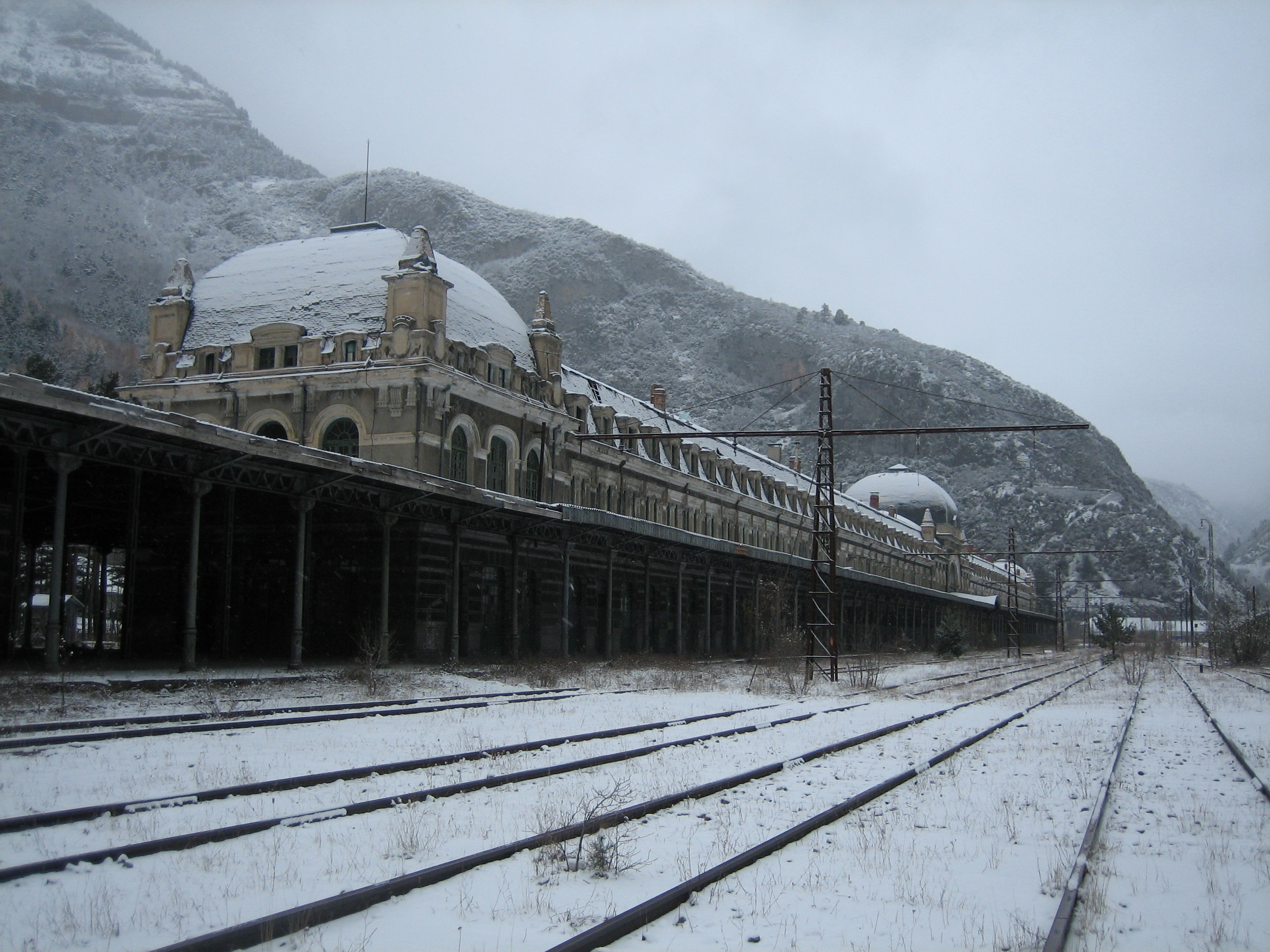
Voies et quais de la gare de Canfranc, côté français, le 26 novembre 2005.
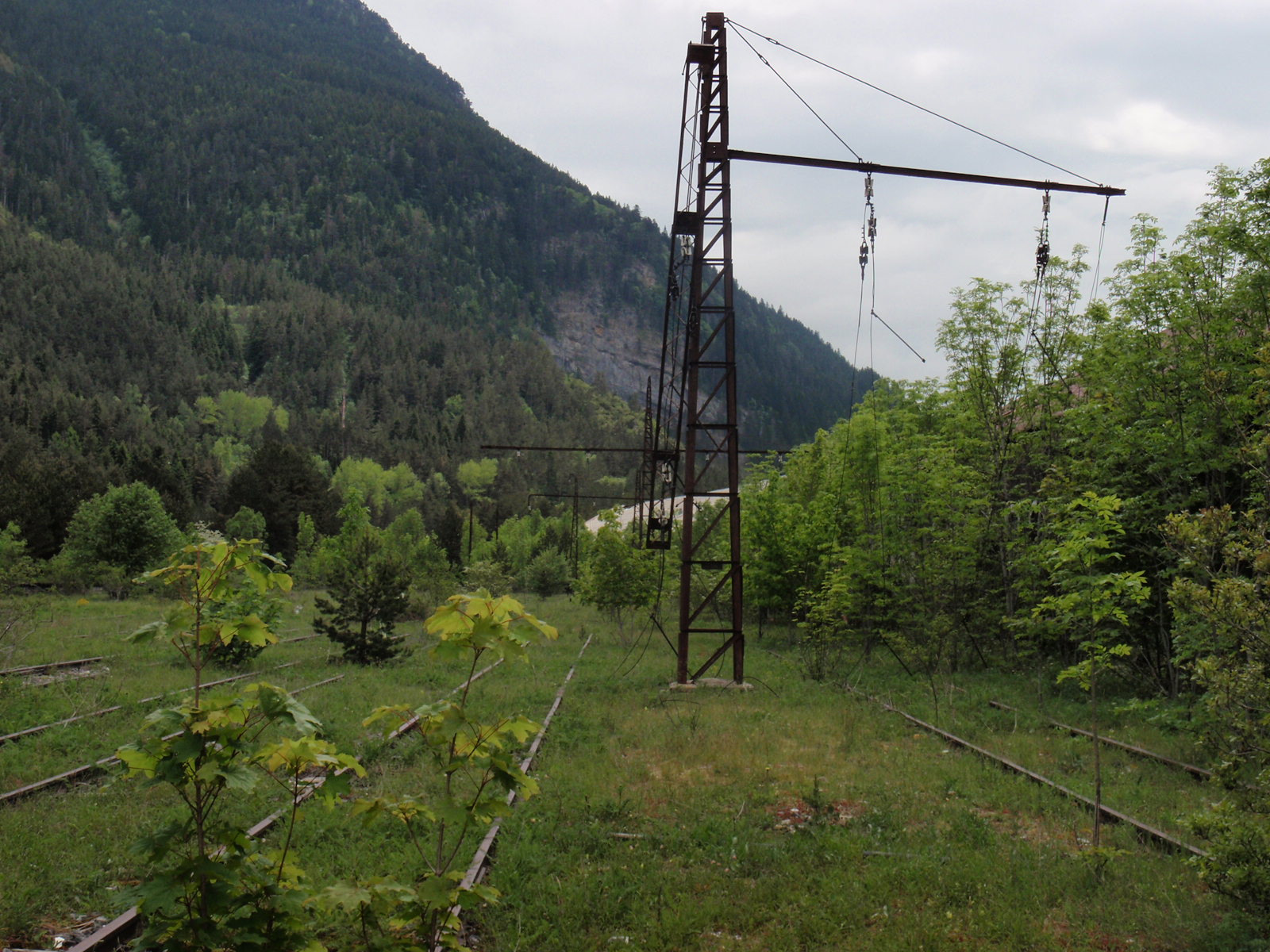
Voies côté français : les pylônes de caténaire « Midi » encore en place (6 juin 2010).

## Projets et début de rénovation
Depuis des années, la réouverture du trafic international et la réhabilitation de la station et de ses environs sont réclamées par les riverains. Le Comité pour la réouverture de la ligne Oloron-Canfranc (Créloc) œuvre en ce sens

### 2005 - 2009: premier projet et travaux de rénovation
D'importants travaux ont même été lancés au milieu des années 2000, comprenant la reconstruction complète et à neuf de la toiture de la gare voyageurs et la consolidation de l'intérieur du bâtiment, mais le projet a été rapidement figé puis abandonné à la suite de la crise bancaire et financière de l'automne 2008.  

#### Galerie photographique: la gare et ses emprises, pendant et après les phases I et II de la rénovation, intervenues de 2006 à 2009

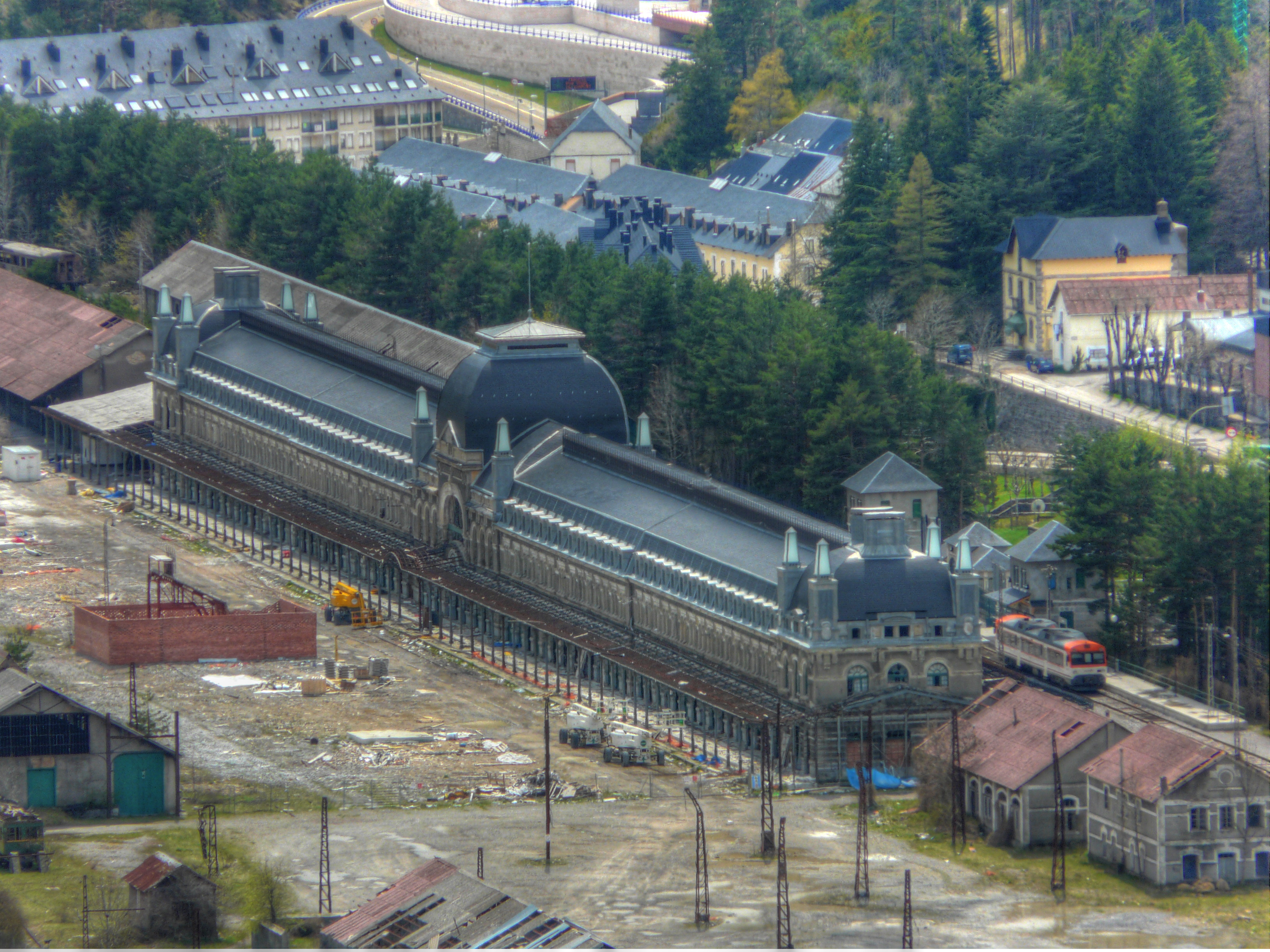
Vue aérienne de la gare de Canfranc et de ses emprises en fin de travaux de rénovation et de reconfiguration de la toiture, côté ex-voies françaises, le 27 avril 2009. À noter l'échantillon de ferme de demi-charpente encadré d'un mur de brique, face au bâtiment voyageur.
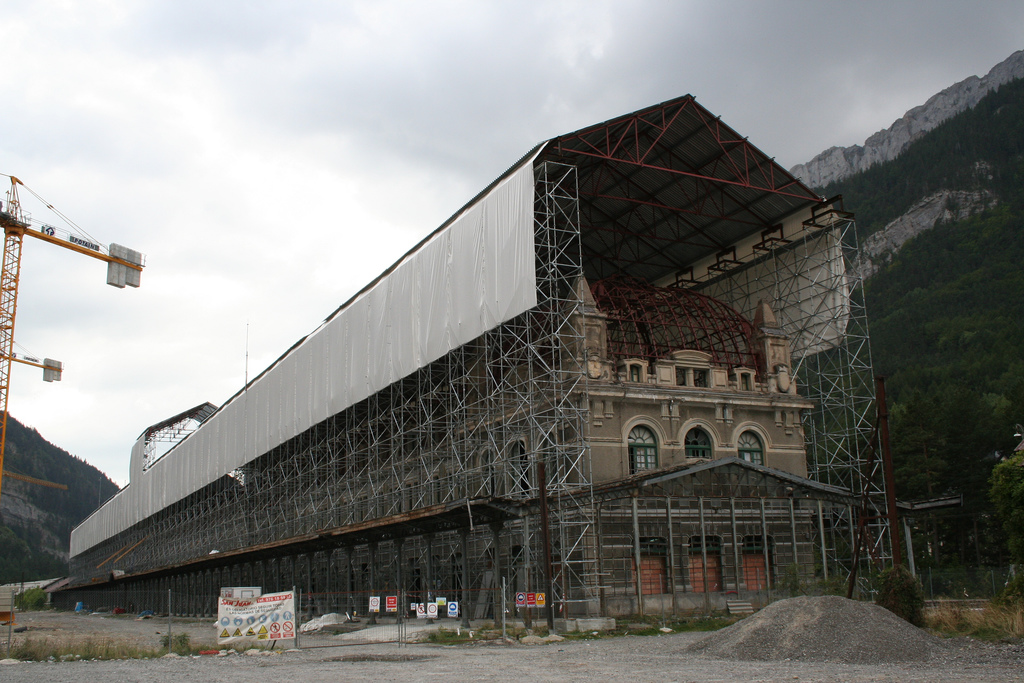
La gare de Canfranc, le 15 septembre 2007, durant les premières phases de rénovation (rénovation et reconfiguration des toitures et démolition, consolidation intérieure).
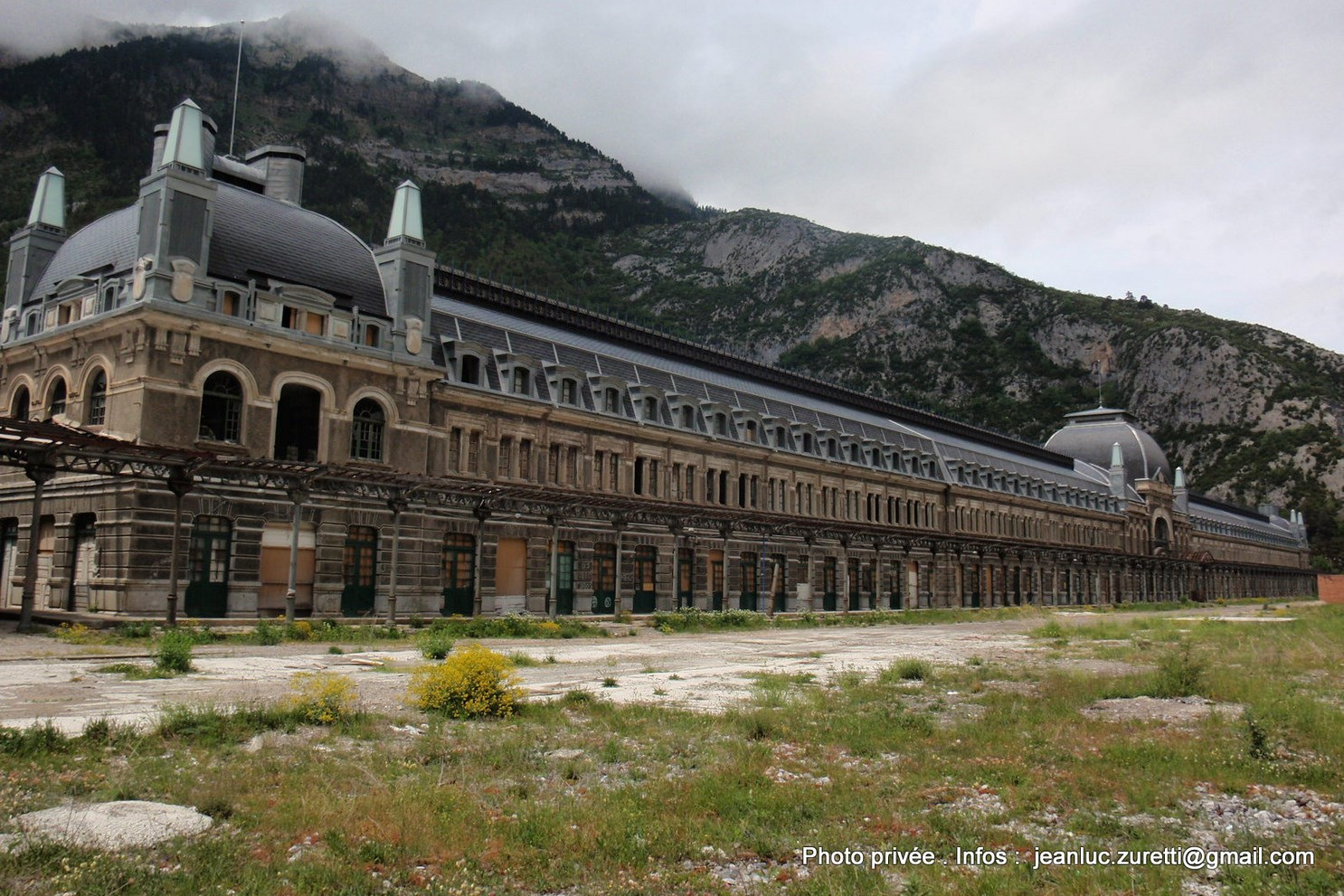
Le bâtiment voyageurs de la gare de Canfranc côté voies françaises, le 6 juin 2010. À noter que la toiture du bâtiment est rénovée et reconfigurée, mais que les travaux ont été arrêtés.
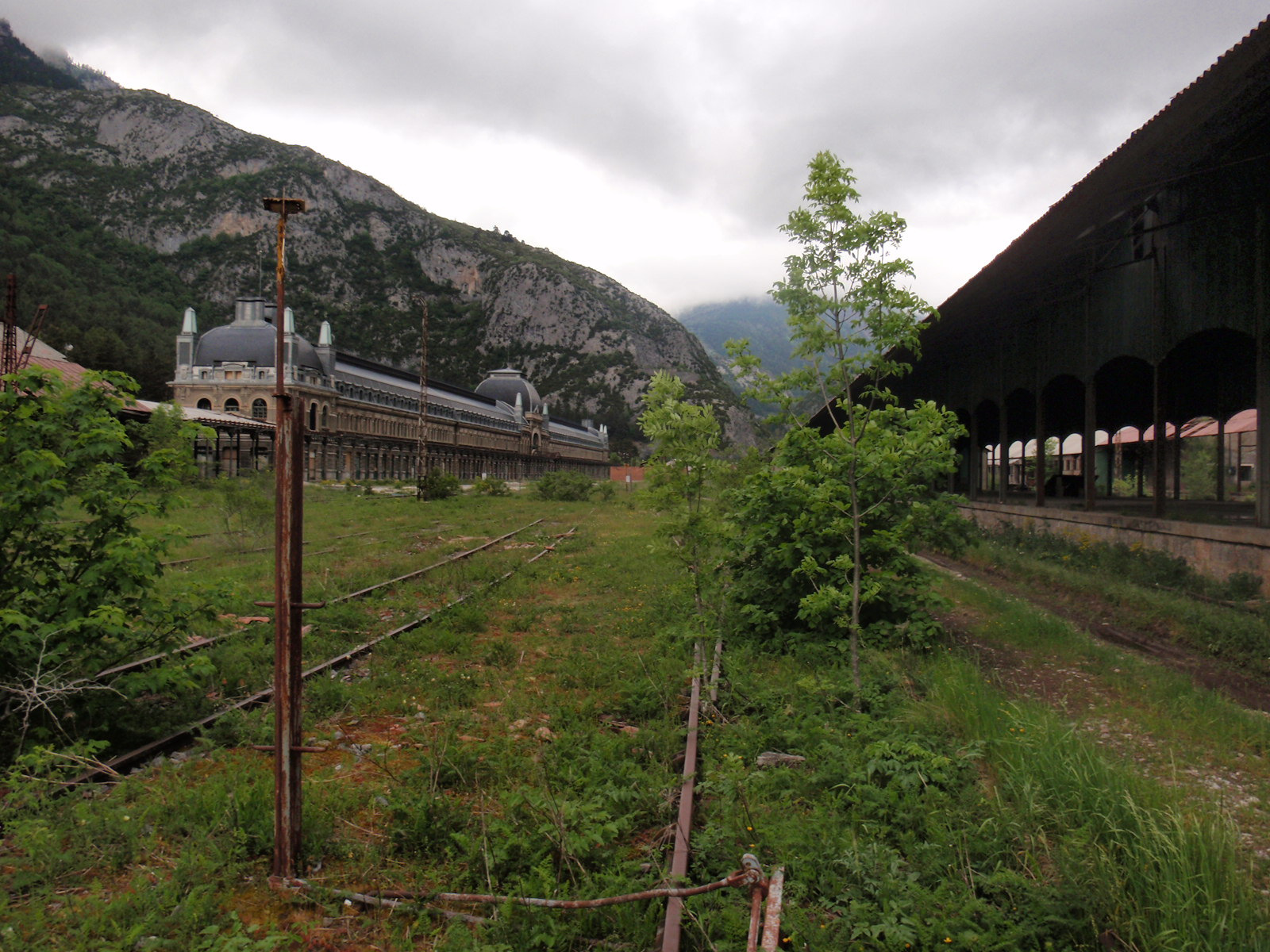
Gare de Canfranc et voies, côté français, le 6 juin 2010.
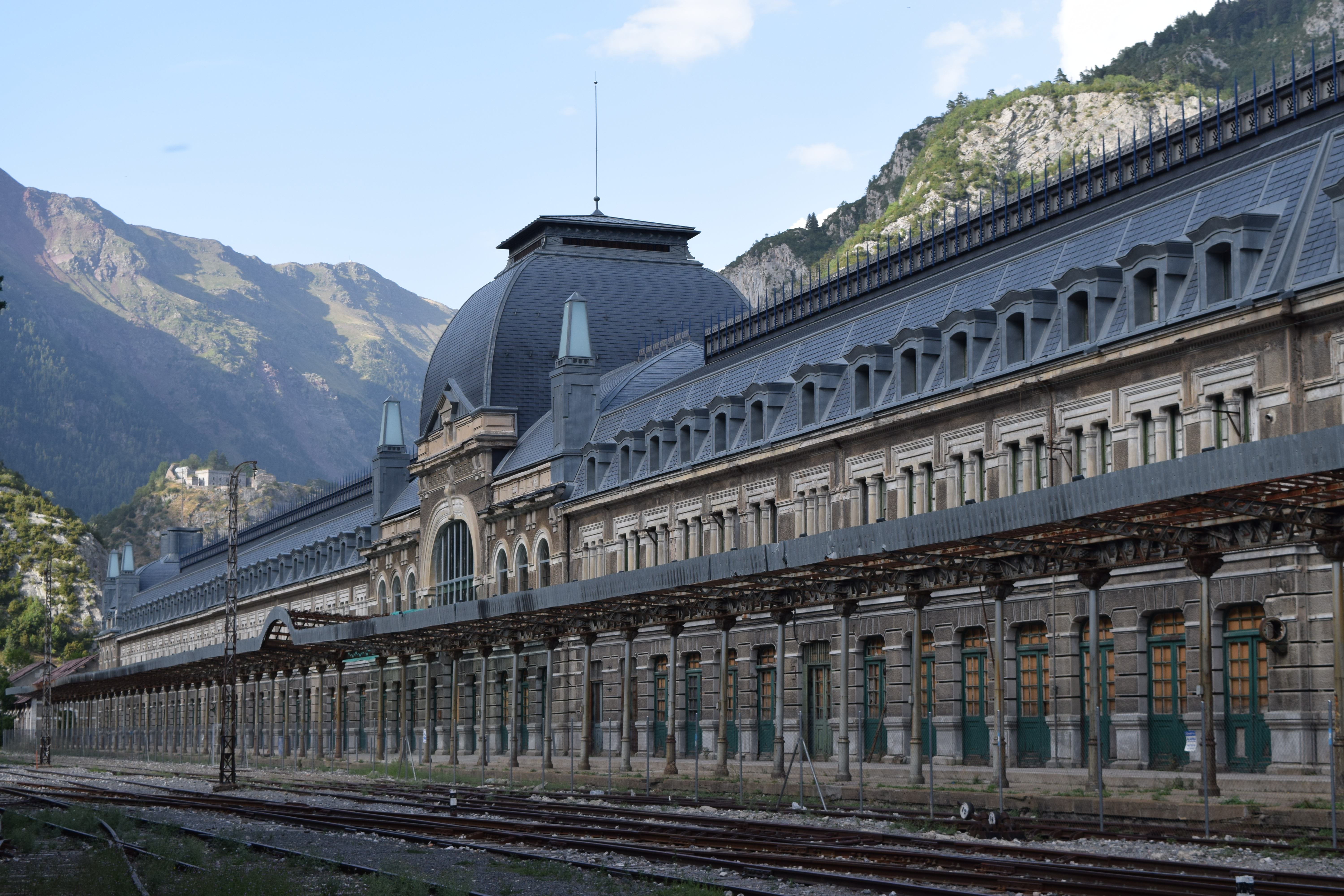
Gare de Canfranc côté espagnol, le 11 août 2015.
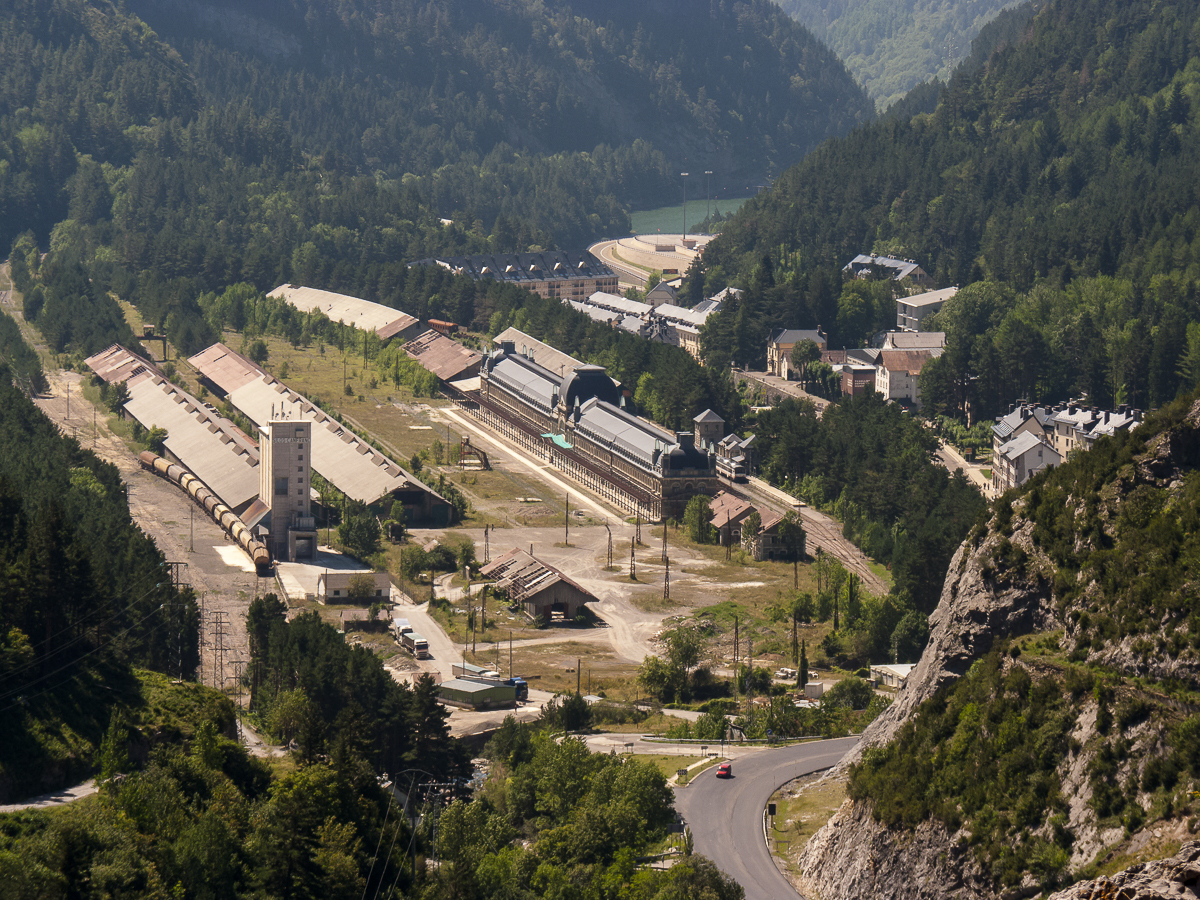
Vue générale de la gare de Canfranc et de ses emprises, en 2015.

### 2012 - 2013: rachat de la gare par le gouvernement d'Aragon
Le 15 mars 2013, Alain Rousset et Luisa Fernanda Rudi, respectivement président de la région Aquitaine et présidente du gouvernement d’Aragon signent à Bordeaux un protocole d’accord valable jusqu’en 2020, dans le cadre de la coopération transfrontalière Aquitaine-Aragon dont la ligne ferroviaire Pau-Canfranc-Saragosse est emblématique.

### Depuis 2014: deuxième projet, travaux de rénovation et de reconfiguration de la gare
La réouverture de la ligne côté français est donc en cours. Les travaux du premier tronçon (section Oloron - Bedous) ont débuté le 26 septembre 2014 et la ligne a été rouverte à la circulation le 26 juin 2016. Il reste donc à réhabiliter le second tronçon de 32 km (Bedous - gare de Canfranc) pour que la gare internationale reprenne son activité.
La communauté aragonaise est moteur dans ce dossier, y voyant une occasion de développement économique. Si l'État français est réticent, l'Union européenne a pour sa part financé des travaux de rénovation. La partie espagnole a aligné l'écartement de ses rails sur celui de la France et une nouvelle gare a été construite près du bâtiment originel, restauré en 2020 afin d'accueillir un hôtel de luxe d'une centaine de chambres. Celui-ci est ouvert depuis fin janvier 2023. On y accède par le grand vestibule Art déco. L'édifice conserve également ses couloirs souterrains, qui permettaient de changer de quais, entièrement carrelés et également de style Art déco. La rotonde destinée à garer les locomotives sera pour sa part transformée en musée.
Le 15 avril 2021, le premier train commercial de la Renfe en provenance de Saragosse est entré dans la nouvelle gare Adif de Canfranc, comportant trois voies.

#### Galerie photographique: la gare et ses emprises, aujourd'hui (2010 - 2022)

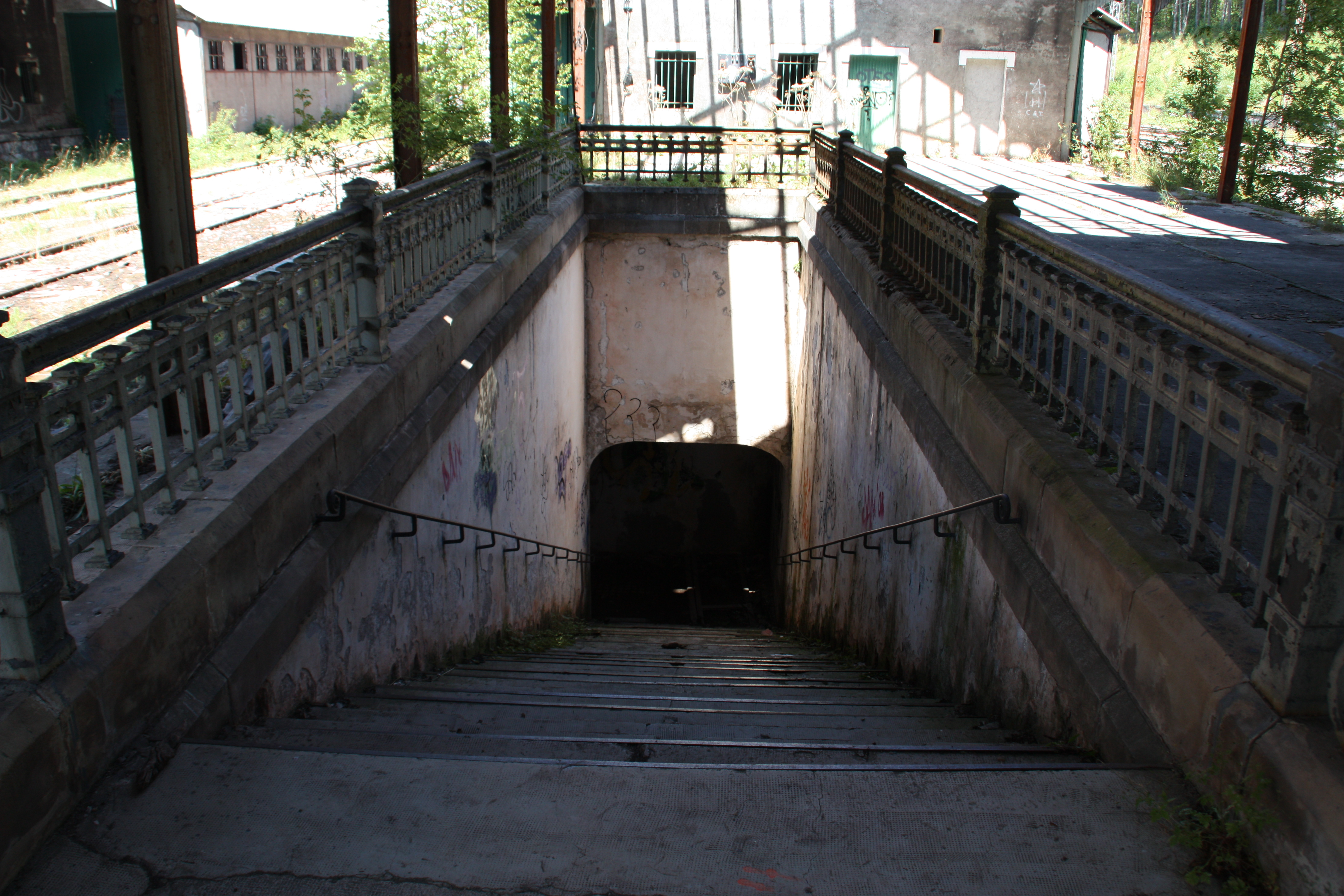
Entrée du passage souterrain en août 2010.
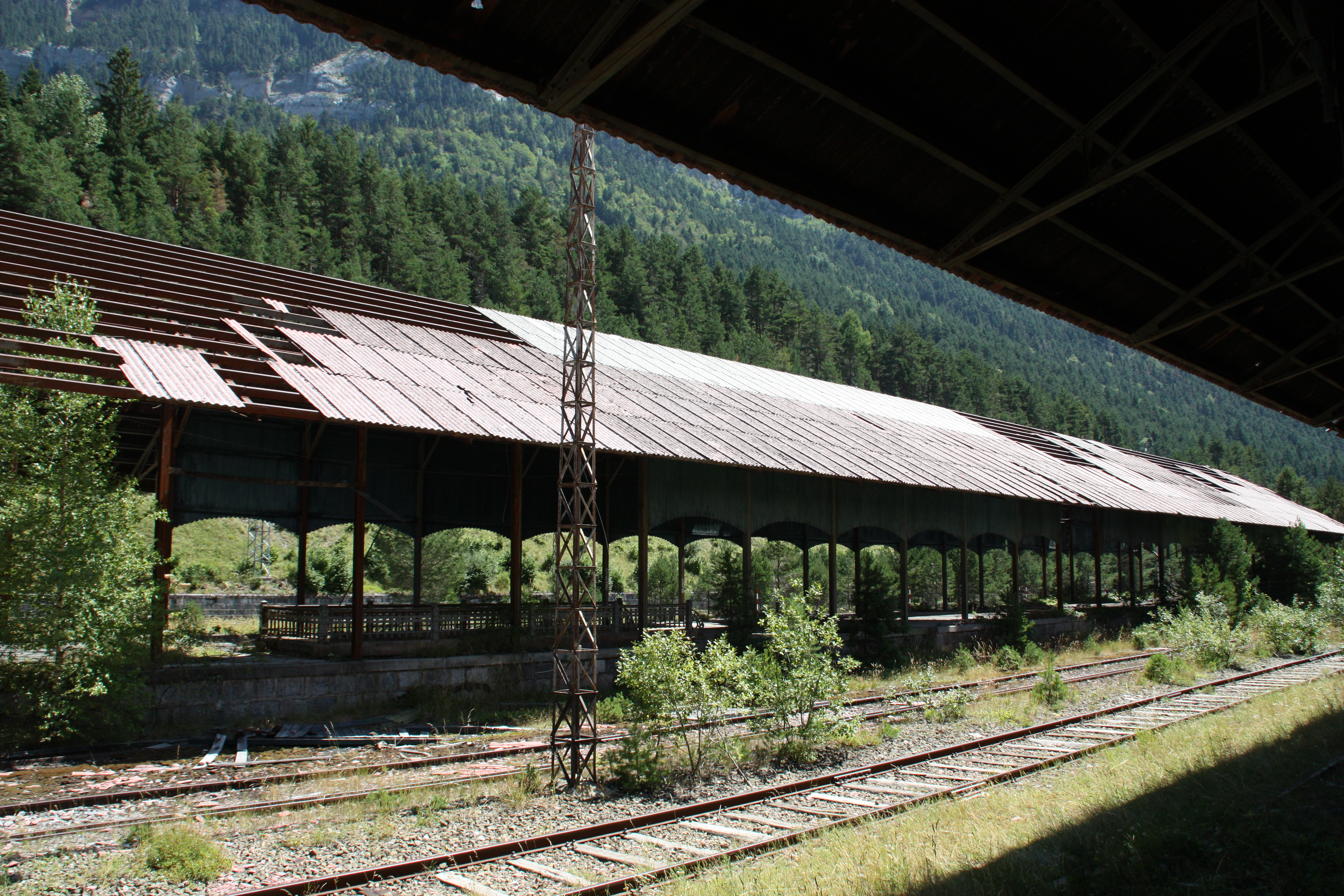
Quai couvert en août 2010.
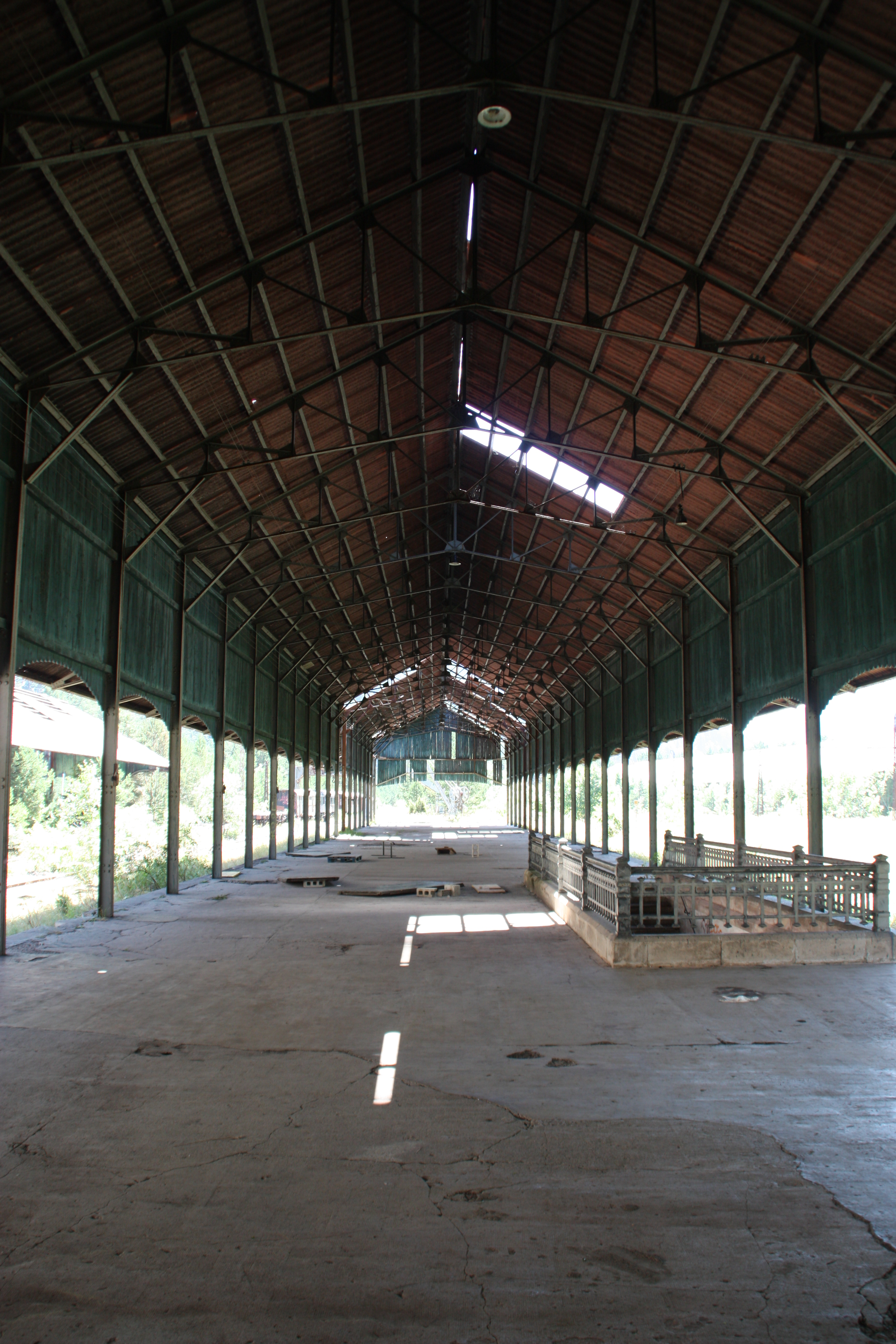
Quai couvert en août 2010.
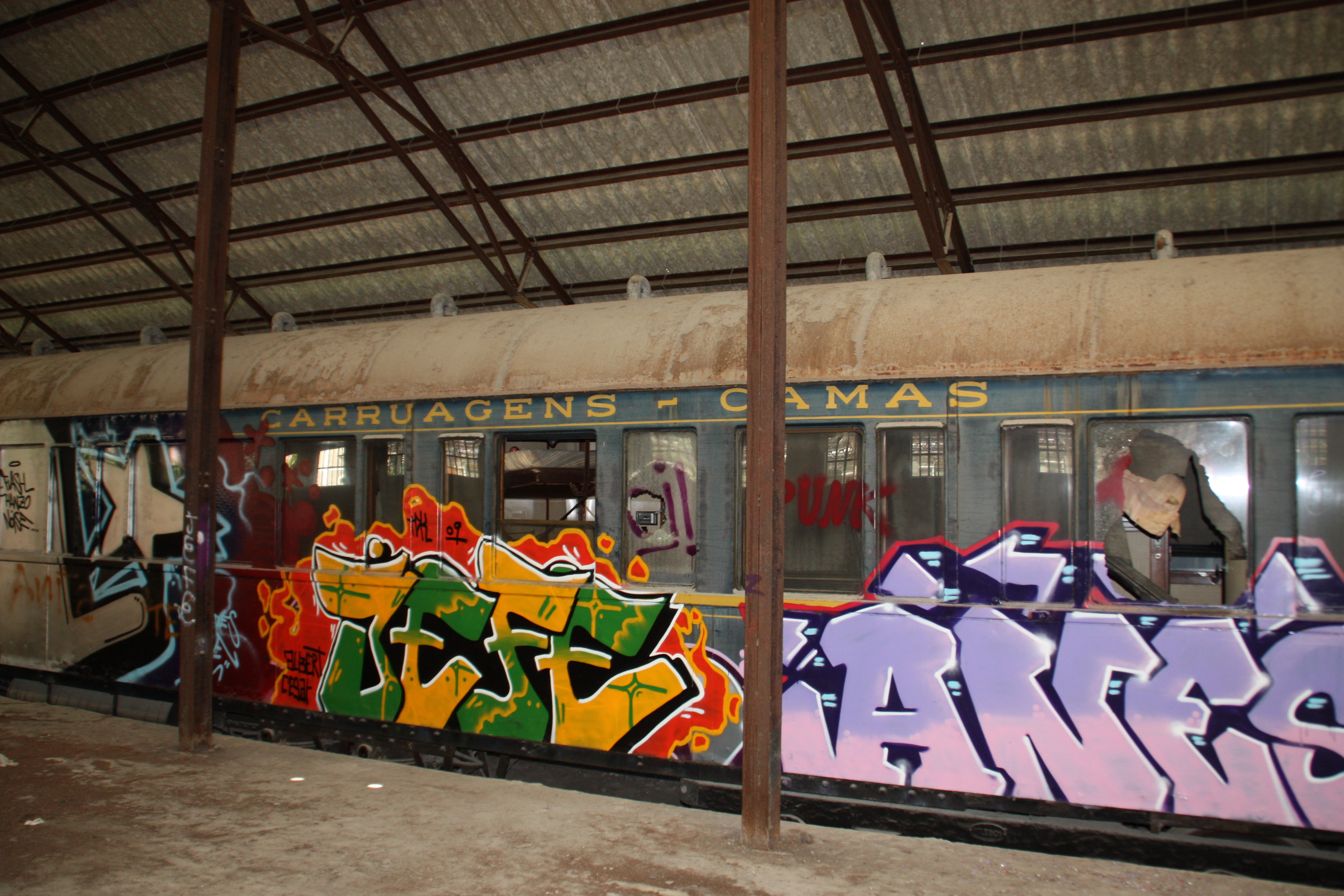
Train de voyageurs espagnol désaffecté en gare en août 2010.
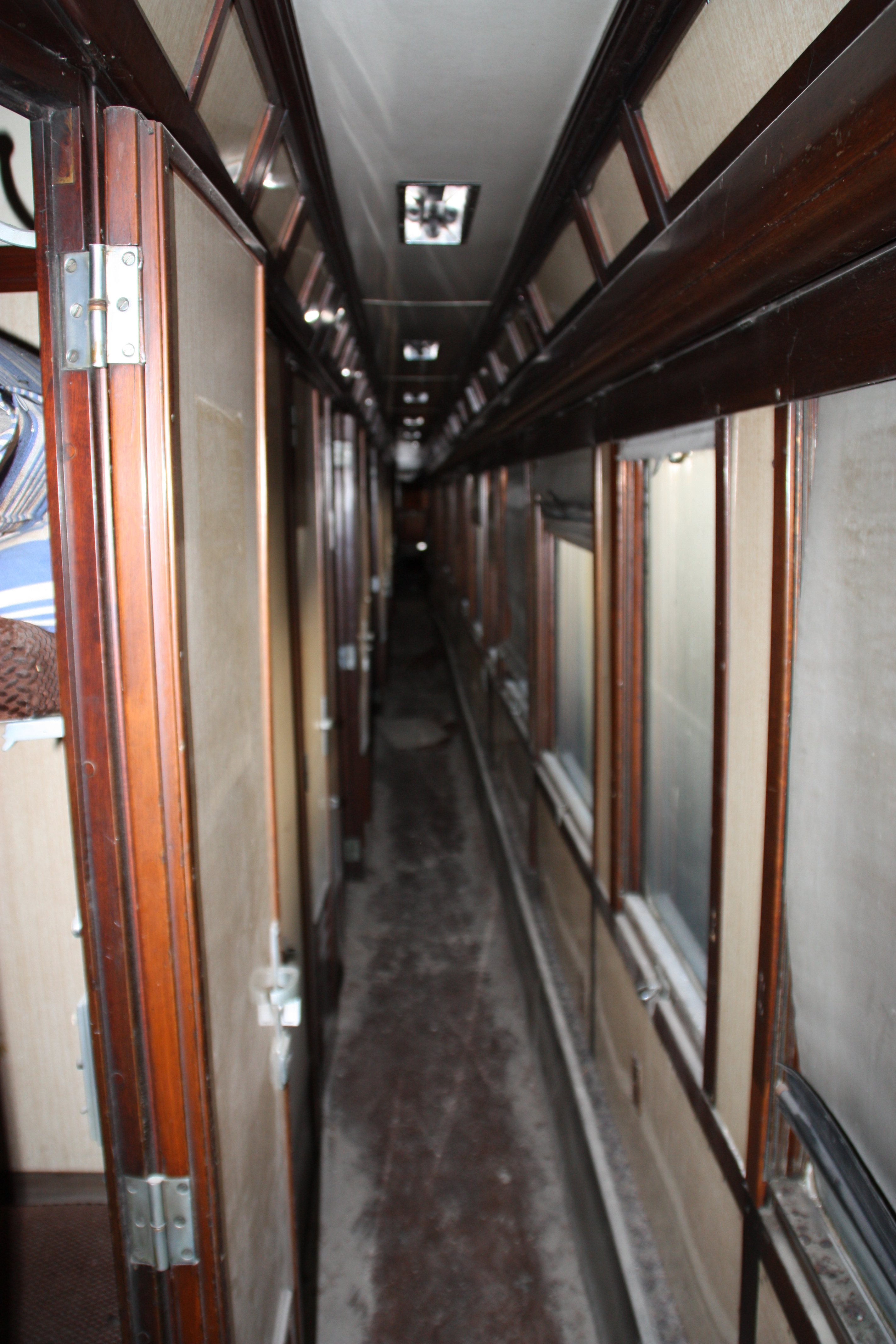
Couloir d'une des voitures.
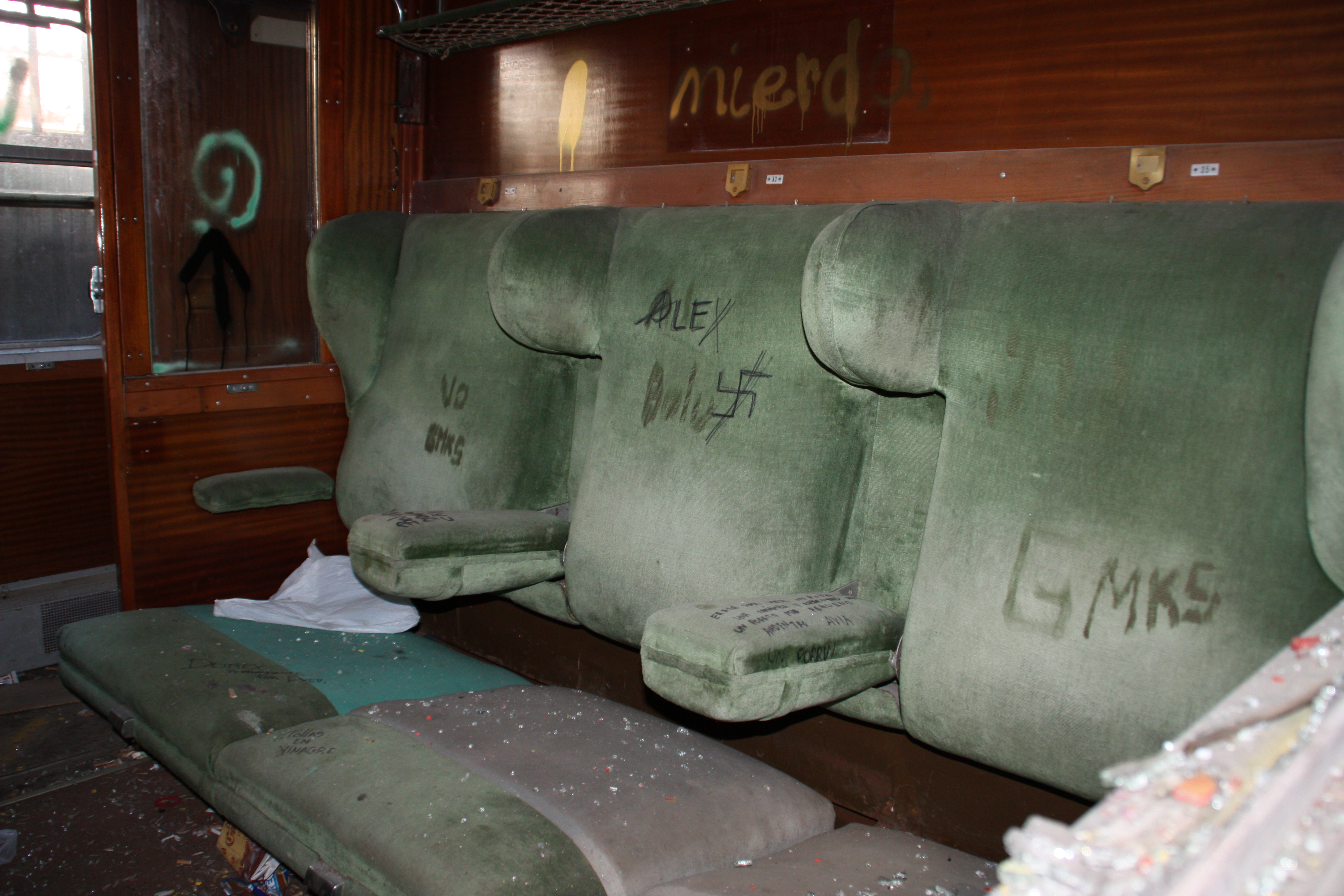
Un compartiment de première classe.
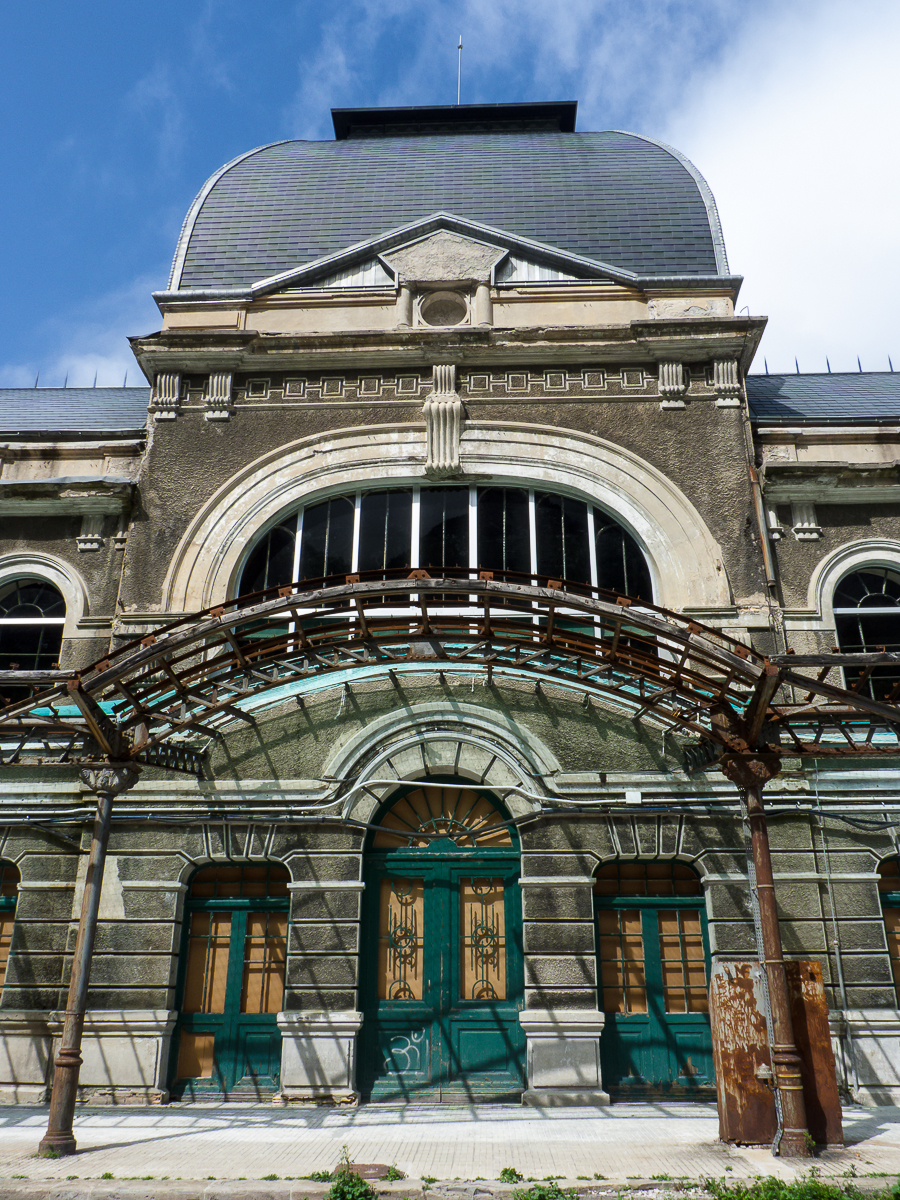
Entrée de la gare en août 2013.
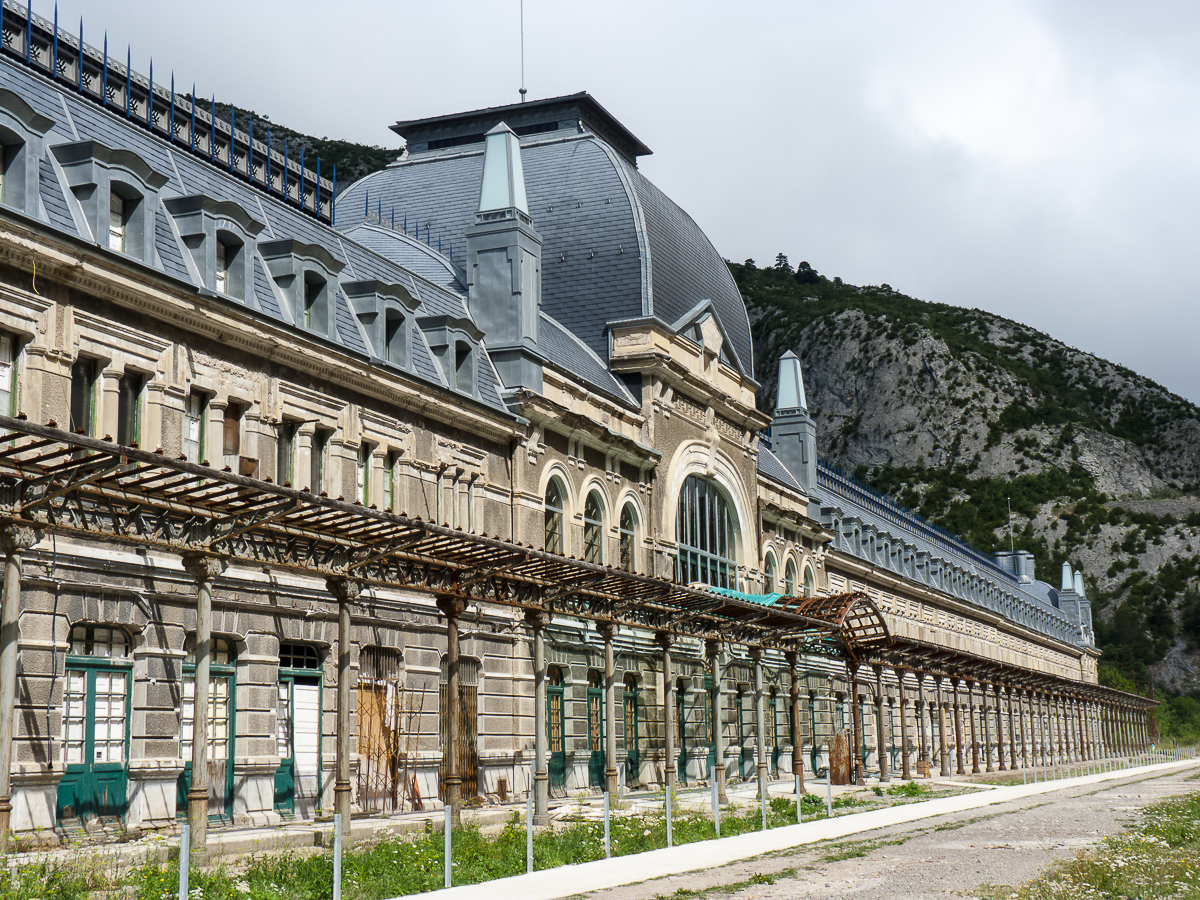
Quais en août 2013.
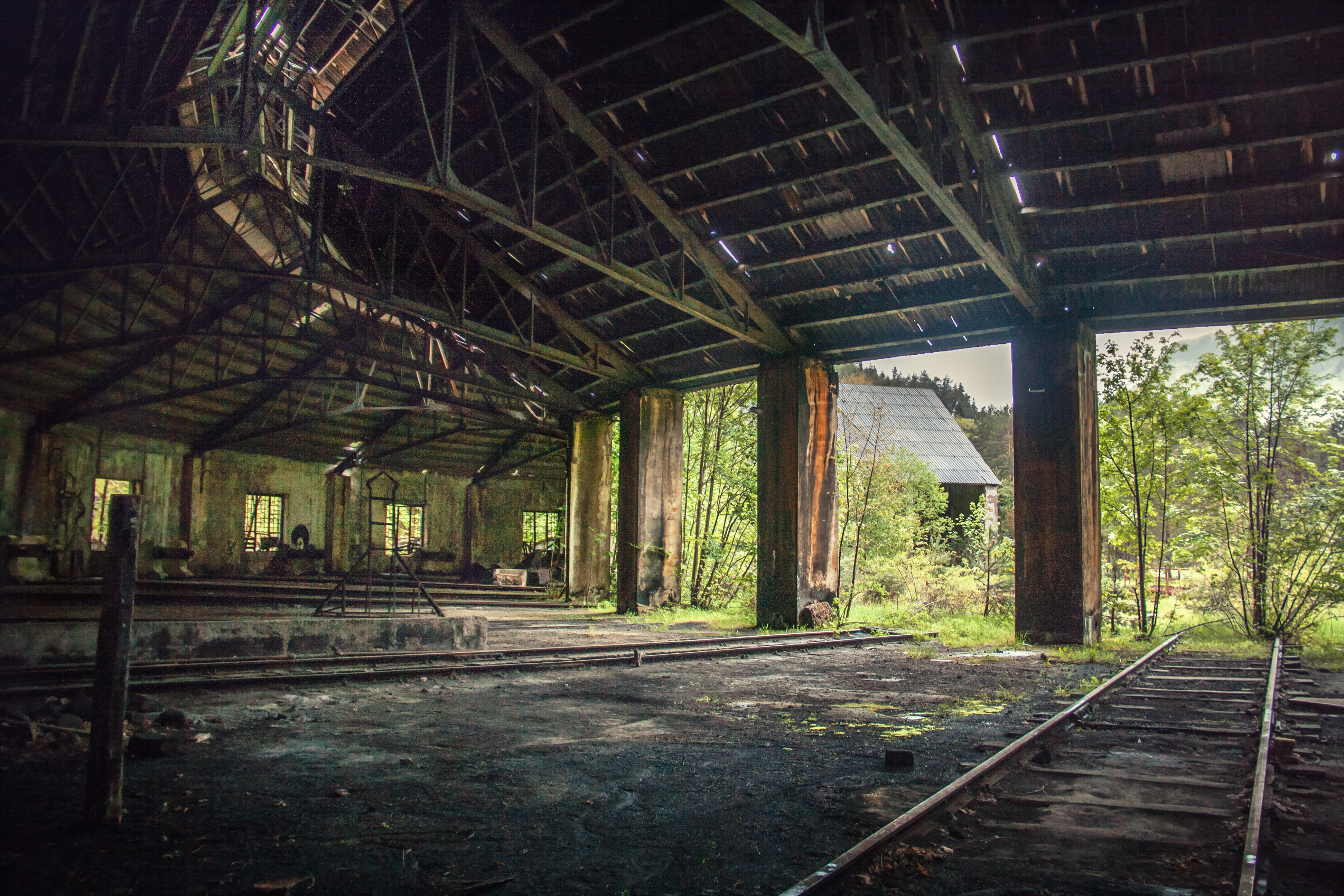
Rotonde ferroviaire en juin 2013.
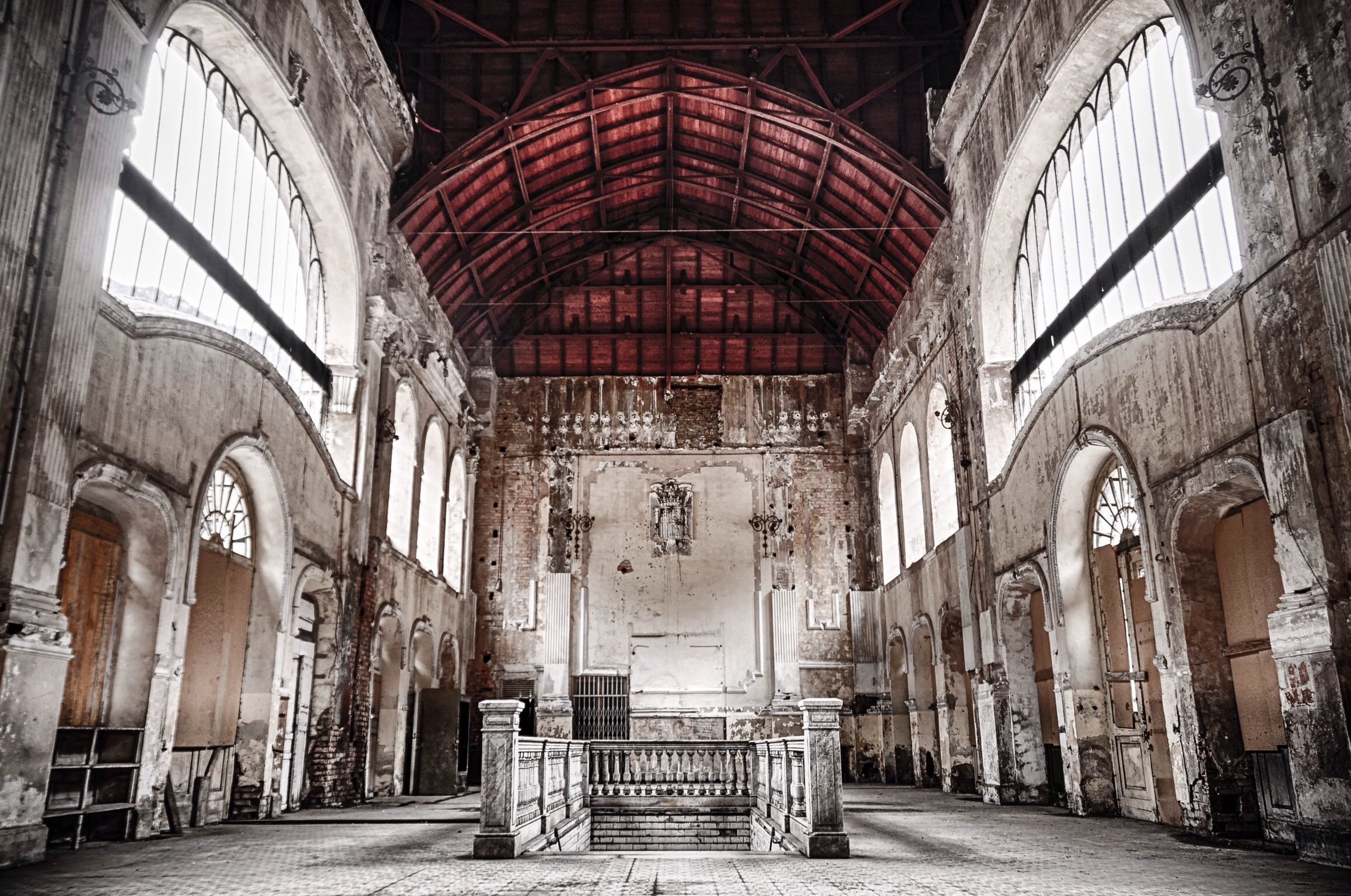
Hall en septembre 2014.
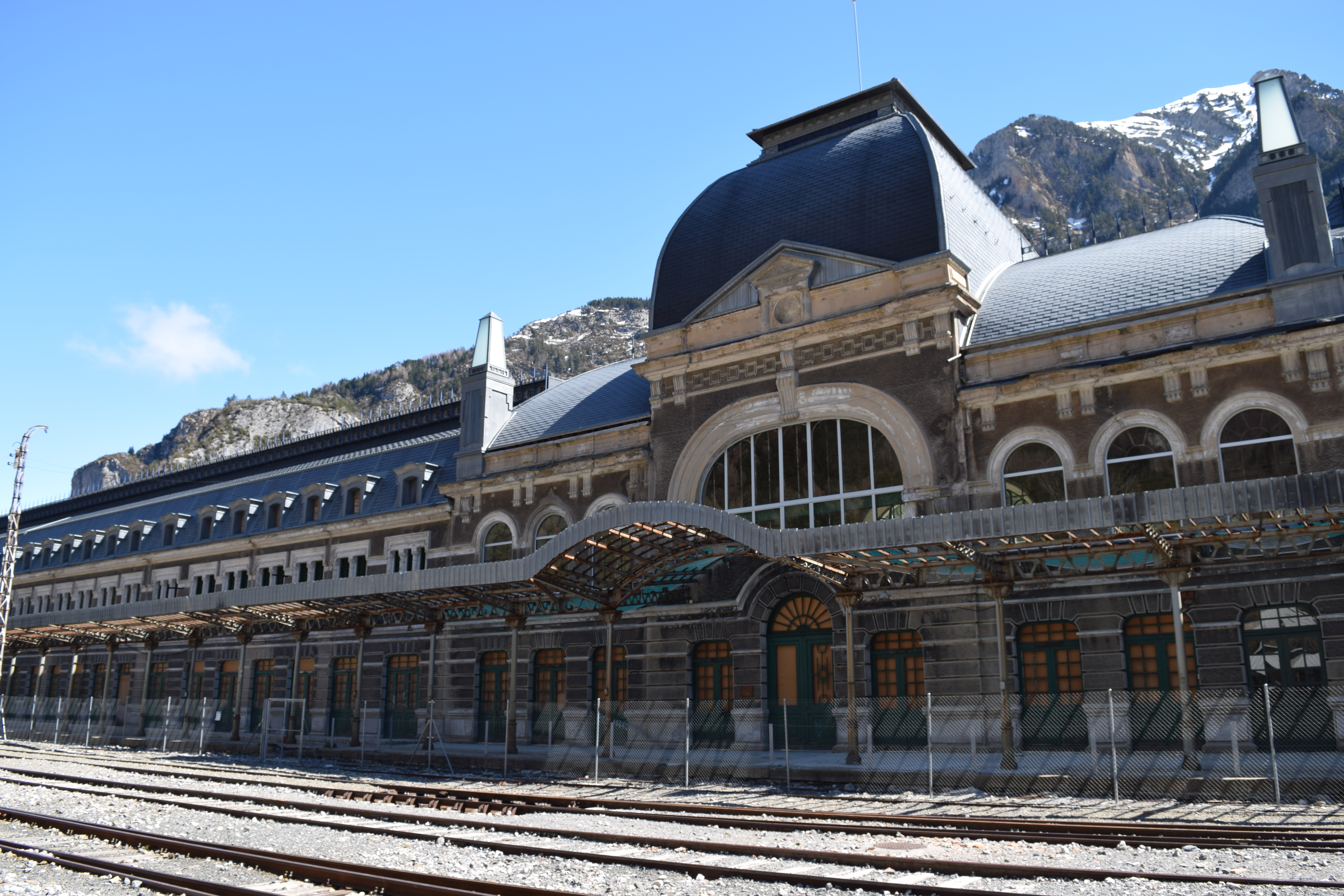
La gare façade sur quais en 2015.

## Service des voyageurs

### Desserte
Le service voyageurs est composé de trains Regional Exprés :
| Ligne | Trajet                        | Villes desservies |
| ----- | ----------------------------- | --- |
| R41   | Saragosse - Huesca - Canfranc | Saragosse-Delicias - Villanueva de Gállego - Zuera - Almudevar - Tardienta - Huesca-Intermodale - Plasencia del Monte - Ayerbe - Riglos-Concilio - Riglos - Santa María y La Peña - Anzánigo - Caldearenas-Aquilué - Sabiñanigo - Jaca - Castiello-Pueblo - Castiello - Villanúa - Canfranc |

### Intermodalité
Les cars de la région Nouvelle-Aquitaine desservent la gare, en direction d'Oloron (ligne 550).